# Masoud Mobaraki
Masoud Mobaraki Zadeh (em persa: مسعود مبارکى زاده; nascido em 31 de maio de 1953) é um ex-ciclista olímpico iraniano. Representou sua nação nos Jogos Olímpicos de Verão de 1976, na prova de contrarrelógio (1.000 m).